# Keritang (plaats)
Keritang is een bestuurslaag in het regentschap Indragiri Hilir van de provincie Riau, Indonesië. Keritang telt 12.097 inwoners (volkstelling 2010).